# Stegnogramma pozoi
Stegnogramma pozoi là một loài dương xỉ trong họ Thelypteridaceae. Loài này được Lag. K. Iwats. mô tả khoa học đầu tiên năm 1963.